# Elle (affluent de la Vézère)
Pour les articles homonymes, voir Elle.
L'Elle est une rivière française des départements de la Corrèze et de la Dordogne, en région Nouvelle-Aquitaine, affluent en rive droite de la Vézère et sous-affluent de la Dordogne.

## Géographie
L'Elle prend sa source dans l'ouest du département de la Corrèze, vers 285 mètres d'altitude, à environ 500 mètres au sud-est du centre-bourg d'Ayen.
Elle prend la direction de l'ouest et passe sous la route départementale (RD) 95. Après trois kilomètres, son cours oblique vers le sud-sud-ouest, servant sur un kilomètre de limite entre les communes d'Ayen et de Saint-Robert. Elle est de nouveau franchie par la RD 95 puis par la RD 51e. Elle reçoit en rive droite le ruisseau de Mamouret et passe sous la RD 140. Elle longe le bourg de Villac à l'est, recevant sur sa droite l'Ancharel. Un kilomètre et demi plus loin, elle est grossie à droite par le ruisseau de Cussac et entre dans des gorges abruptes, profondes par endroits de 150 mètres, longeant la RD 64 et passant sous l'autoroute A89 au viaduc de l'Elle. Elle est ensuite grossie en rive gauche par le Ribeyrol et sert, sur un kilomètre, de limite territoriale aux communes du Lardin-Saint-Lazare et de Terrasson-Lavilledieu. Elle sort des gorges après quatre kilomètres et demi puis reçoit en rive gauche le ruisseau de Fondanger. 
Elle passe successivement sous la RD 6089 et la ligne ferroviaire Périgueux-Brive et se jette 200 mètres plus loin dans la Vézère, en rive droite, à 82 mètres d'altitude au lieu-dit Charpenet, situé sur la commune de Terrasson-Lavilledieu.
De direction générale nord-nord-est/sud-sud-ouest, l'Elle est longue est de 19,4 km.

### Départements et communes traversés
Le parcours de l'Elle s'effectue en région Nouvelle-Aquitaine, d'abord dans le département de la Corrèze avant de passer dans celui de la Dordogne. Elle arrose sept communes, soit d'amont vers l'aval : Ayen (source), Saint-Robert et Louignac en Corrèze ; Villac, Beauregard-de-Terrasson, Le Lardin-Saint-Lazare et Terrasson-Lavilledieu (confluent) en Dordogne.

### Affluents
Parmi les onze affluents de l'Elle répertoriés par le Sandre, les cinq principaux sont, d'amont vers l'aval : 
- le ruisseau de Mamouret avec 6,11 km[3], en rive droite ;
- l'Ancharel, 3,88 km[4], en rive droite ;
- le ruisseau des Lions, ou ruisseau de Cussac dans sa partie aval, avec 7,9 km[5], également en rive droite ;
- le Ribeyrol, ou ruisseau de Savignac dans sa partie amont, long de 6 km[6], en rive gauche ;
- le ruisseau de Fondanger, 2,37 km[7], en rive gauche.

Plusieurs de ses affluents ayant un ou plusieurs affluents mais aucun sous-affluent, le nombre de Strahler de l'Elle est de trois.

### Bassin versant
Le bassin versant de l'Elle s'étend sur 81 km2.
Outre les sept communes irriguées par l'Elle, le bassin en concerne également cinq autres : deux en Corrèze : Cublac arrosée par le Ribeyrol et Brignac-la-Plaine où le ruisseau Vieux, un affluent du Ribeyrol, prend sa source, et trois en Dordogne : Coubjours arrosée par le ruisseau de Mamouret ainsi que Badefols-d'Ans et Châtres arrosées par le ruisseau des Lions ;

## Hydrologie
L'Elle traverse trois zones hydrologiques : « L'Elle de sa source au confluent de l'Ancharel », « L'Elle du confluent de l'Ancharel (inclus) au confluent du Savignac (inclus) » et « L'Elle du confluent du Savignac au confluent de la Vézère », et en tangente deux autres au niveau de sa confluence avec la Vézère : « La Vézère du confluent de la Logne au confluent de l'Elle » et « La Vézère du confluent de l'Elle au confluent de la Douime ».

## Monuments ou sites remarquables à proximité
- La maison Salviat du XVIe siècle à Villac, inscrite au titre des monuments historiques[9].
- Le château de la Choisne à Mansac[10].
- Le village de Saint-Robert, adhérent à l'association Les Plus Beaux Villages de France.